# Guglielmo V di Montpellier
Guglielmo V di Montpellier (... – 1121) fu signore di Montpellier dal 1068 alla sua morte.

## Biografia
Figlio di Guglielmo IV, poco dopo la morte del padre, la madre Ermengarda lasciò a lui la gestione di Montpellier quando sposò il signore di Anduze. Guglielmo IV aveva affidato la tutela del figlio alla nonna del bambino, Beliarda, e a due suoi parenti stretti. Dopo una breve diatriba con il vescovo di Maguelonne, Guglielmo V rese omaggio all'uomo di chiesa il 10 dicembre 1090 e fu riconosciuto signore di Montpellier.
Su sollecito di papa Urbano II, Guglielmo prese parte alla prima crociata tra le file dell'esercito di Raimondo IV di Tolosa. Egli si distinse, in particolare, per la cattura del piccolo insediamento situato in Siria di Ma'arrat al-Numan nel 1098. Dopo la caduta di Gerusalemme nel 1099, Guglielmo rimase in Terra Santa per qualche tempo. Rimase al fianco di Goffredo di Buglione e lo accompagnò all'assedio di Antiochia nel dicembre 1097. Tornò a Montpellier solo nel 1103, portando con sé una reliquia di San Cleofa.
Al suo ritorno, Guglielmo scoprì che gli aimoini, l'ordine religioso a cui aveva affidato l'amministrazione della signoria in sua assenza, avevano usurpato molti diritti nobiliari. Per mantenere salda la propria posizione, Guglielmo fu obbligato a riconoscere gran parte della loro autorità, riducendo la sua.
Il signore di Montpellier si unì all'esercito di Raimondo Berengario III di Barcellona quando sottrasse Maiorca al possesso dei Mori nel 1114. Il resto della sua vita fu segnato dall'importante acquisizione di territori vicini, che recuperarono notevolmente il suo prestigio: Montarnaud, Cournonsec, Montferrier, Frontignan, Aumelas, Montbazin, Popian.

## Discendenza
Dal matrimonio con Ermensenda, figlia di Pietro di Mauguio, ebbe sei figli:
- Guglielmo VI, che sposò nel 1129 Sibilla di Saluces;
- Guglielmetta di Montpellier, che sposò Bernardo di Mauguio;
- Guglielmo di Aumelas, che sposò Tiburga d'Orange;
- Bernardo, signore di Villeneuve;
- Ermeniarda;
- Adelaide, nata nel 1106.

Alla sua morte, gli succedette il figlio Guglielmo come signore di Montpellier.